# Mesochorus flavidus
Mesochorus flavidus är en stekelart som beskrevs av Dasch 1971. Mesochorus flavidus ingår i släktet Mesochorus och familjen brokparasitsteklar. Inga underarter finns listade i Catalogue of Life.